# Holbeche House

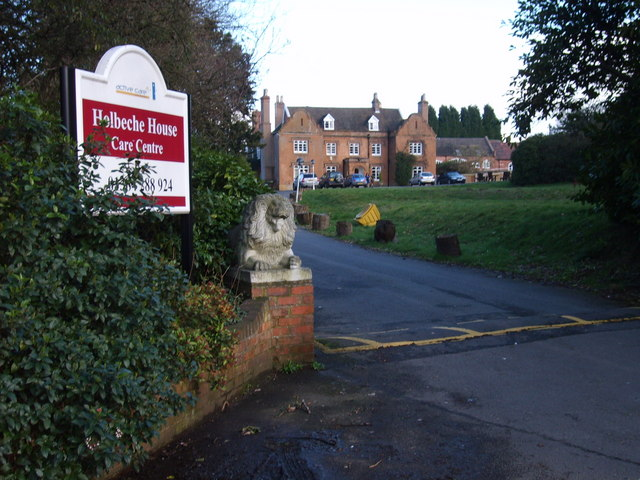
Holbeche House ist ein privates Pflegeheim.

Holbeche House, auch Holbeach House oder Holbeache House, ist ein Landhaus etwa 1,6 km nördlich von Kingswinford, heute Teil des Metropolitan Borough of Dudley, historisch aber in der englischen Grafschaft Staffordshire. Einige der Protagonisten des Gunpowder Plot wurden 1605 im Holbeche House entweder getötet oder gefangen genommen.

## Architektur und Geschichte
Das Landhaus wurde um 1600 errichtet. Das ursprüngliche Haus hatte einen drei Joche breiten Mittelblock mit zwei Vollgeschossen und einem Dachgeschoss mit Gauben, sowie Seitenflügel mit Volutengiebel an jedem Ende. Ein Teil der originalen Holzvertäfelung im Inneren ist bis heute erhalten. Anfang des 19. Jahrhunderts wurden die Fassaden neu gestaltet und das Haus wurde später erweitert.
1951 wurde es unter dem Namen „Holbeache House“ von English Heritage als historisches Bauwerk II*. Grades gelistet. Heute ist dort ein privates Pflegeheim untergebracht, das von Four Seasons Health Care betrieben wird.

## Gunpowder Plot
Hauptartikel: Gunpowder Plot

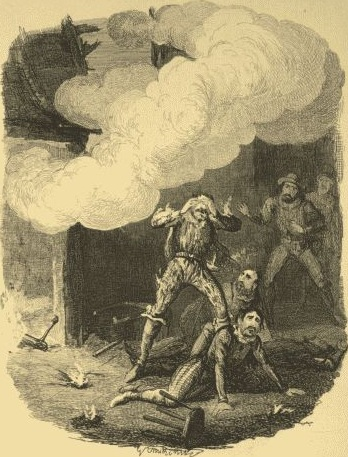
Explosion in Holbeche House, Zeichnung von George Cruikshank (1792–1878)

Der Gunpowder Plot war ein Versuch einer kleinen Gruppe katholischer Aufständischer in England, das House of Lords während der Parlamentseröffnung 1605 in die Luft zu sprengen und so König Jakob I. und seinen Hofstaat zu töten. Es sollte der Auftakt zu einer Revolte sein, die die katholische Monarchie wieder auf den englischen Thron bringen sollte.
Nach der Niederschlagung des Aufstandes suchten die flüchtenden Attentäter Schutz in Holbeche House, das damals Stephen Lyttelton gehörte. Sie hatten am 6. November Vorräte aus Warwick Castle und am 7. November Waffen und Schießpulver aus Hewell Grange geraubt, aber das Schießpulver wurde im Regen feucht. Nachdem sie um etwa zehn Uhr Abends in Holbeche House angekommen waren, wurden etliche bei einer Explosion verstümmelt, die sich ereignete, als man das Schießpulver vor dem Haus zum Trocknen auslegte und es durch einen verirrten Funken entzündet wurde.
Um die Mittagszeit des folgenden Tages, des 8. November 1605, wurde das Landhaus von einem Aufgebot unter Führung von Richard Walsh, des High Sheriff of Worcestershire, umzingelt. Sie hatten ursprünglich nach den Verantwortlichen für den Überfall auf Warwick Castle gesucht. Die meisten Verschwörer wurden bei dem sich entwickelnden Kampf entweder auf der Stelle getötet oder verwundet. Einige der Mauern von Holbeche House tragen heute noch Löcher von der Musketenmunition, die bei seiner Erstürmung im Jahre 1605 entstanden sind. Die überlebenden Verschwörer wurden nach London gebracht, wo ihnen später der Prozess gemacht und sie hingerichtet wurden.